# 擂鼓镇 (竹山县)
擂鼓镇，是中华人民共和国湖北省十堰市竹山县下辖的一个乡镇级行政单位。

## 行政区划
擂鼓镇下辖以下地区：
擂鼓村、烟墩子村、西河村、广山村、金岭村、枣园村、护架村、碾盘村、姜西村、鼓锣坪村、董家沟村、田垭村、红岩村、新堰村、腰庄村和三河村。